# دوري أذربيجان الممتاز 2018–19
دوري أذربيجان الممتاز 2018–19 (بالأذرية: Futbol üzrə Azərbaycan çempionatı 2018/2019)‏ هو الموسم 27 من  دوري أذربيجان الممتاز. أقيم خلال الفترة 11 أغسطس 2018 وحتى 11 مايو 2019، وكان عدد الأندية المشاركة فيه  8، وفاز فيه نادي قره باغ.